# Tibouchina duidae
Tibouchina duidae är en tvåhjärtbladig växtart som beskrevs av Henry Allan Gleason. Tibouchina duidae ingår i släktet Tibouchina och familjen Melastomataceae. Inga underarter finns listade i Catalogue of Life.